# Centre Interregional de Desvolopament de l'Occitan
El Centre Interregional de Desvolopament de l'Occitan, o CIRDÒC, amb seu a Besièrs, és alhora una biblioteca de referència d'Occitània i una eina de promoció de la identitat occitana.

## Història
El CIRDÒC és hereu del Centre Internacional de Documentació Occitana (CIDO), que va cessar l'activitat el 1995. Nasqué el 1999 després de l'acord entre la regió de Llenguadoc-Rosselló i l'ajuntament de Besièrs, per conservar i donar a conèixer les col·leccions del CIDO que havien estat donades a la Vila de Besièrs el 1995. Així es va crear un centre públic, possiblement el primer per una llengua de les dites "regionals" a França, amb una direcció mixta. El 2011 el Centre va llençar un portal digital, Occitanica.eu, on es poden consultar nombrosos llibres i documents de la biblioteca.
El primer director del centre va ser Danís Mallet, seguit després per Felip Hammel de 2007 a 2012, i actualment (2019) el seu director és Benjamin Assié, que n'era abans conservador.

## Missió del CIRDÒC
Aquest fons documental, únic al món per l'occità, és l'única biblioteca exclusivament consagrada a una llengua i a una cultura regional. Aquest patrimoni, enriquit d'una manera permanent a través una política d'adquisicions, té per missió ser una memòria viva posada a disposició de tota mena de públic: públic general, estudiants, escolars, persones interessades o investigadors del món sencer.
Gran mediatèca i pol cultural dedicat a la llengua i la cultura occitana, el CIRDÒC posa a disposició dels lectors un fons documental d'entorn 150.000 documents (llibres, diaris, cartells, DVDs, CDs…). La seva missió primera és completar les seves col·leccions, assegurar-ne la preservació i posar-es a disposició de tot públic en les millors condicions possibles.
El CIRDÒC esdevingué centre associat a la Biblioteca Nacional de França el 2006. Aquesta li ha reconegut la qualitat d'institució especialitzada en el domini occità. El conveni que el lliga amb la BNF és cosignat per la Biblioteca municipal de vocació regional de Montpeller (BMVR) i aquests dos centres de la regió de Llenguadoc-Rosselló constitueixen el pol associat a la BNF. Aquest és encarregat de publicar una bibliografia occitana, actual (any per any) i retrospectiva (partint de l'actualitat i remuntant fins als primers documents en occità). La primera bibliografia occitana va aparèixer en edició paper el juny de 2009.
Paral·lelament, el CIRDÒC s'ha compromès a referenciar tots els fons occitans i té el paper de pilot de xarxa documental per la llengua d'òc. Per això es diu que el CIRDÒC fa per la llengua occitana el que la Biblioteca Nacional de França fa per la llengua francesa. Aquest establiment públic a per tant la missió de preservar la gran memòria de la civilització occitana que va tenir els seus orígens dins la poesia cortesa inventada pels trobadors al segle xii. Des de fa 1000 anys, els autors de llengua occitana produeixen una literatura de qualitat.
El CIRDÒC té també un paper de mediador cultural occità. Dona suport o coorganiza manifestacions culturals en el seu centre i també en el conjunt del territori occità. Acompanya les polítiques territorials, posa en valor la creació i la difusió artística i cultural occitanes, i s'ofereix com a expert en projectes que entren dins el seu camp d'acció. Per facilitar l'accés als tresors culturals que consèrva i seguir l'actualitat de la llengua, el CIRDÒC ofereix des de 2009 un portal d'Internet: La Porta d'òc.
El CIRDÒC és també soci del Congrés Permanent de la Llengua Occitana, amb qui té un projecte de base de dades històrica del lèxic, que té per objectiu ser un diccionari científic descriptiu de la llengua occitana i també Bibli'Sí, una bibliografia de l'estris documentals per aprendre l'occità.

## Occitanica, mediateca Virtual
L'octubre de 2011, el CIRDÒC va llençar la seva "mediatèca enciclopedica" per Internet: Occitanica que presenta documents ben diversos, des de llibres digitalitzats fins a documentals.